# チャック・シューマー
“チャック”チャールズ・エリス・シューマー（英語: Charles Ellis "Chuck" Schumer, 1950年11月23日 - ）は、アメリカ合衆国の政治家。ニューヨーク州選出のアメリカ合衆国上院議員（4期）。アメリカ合衆国上院院内総務。所属政党は民主党。
ニューヨーク州下院議員（3期）、アメリカ合衆国下院議員（9期）などを歴任した。

## 経歴

### 生い立ち
母セルマ・シューマー（旧姓：ローゼン）と父エイブラハム・シューマーの息子として、ニューヨーク州ニューヨーク市ブルックリン区に生まれる。一家はユダヤ系であり、コメディアンのエイミー・シューマーは親戚にあたる。
ブルックリン区の公立高校ジェームズ・マディソン・ハイスクールを卒業後、ハーバード大学に進学し、政治に関心を持つようになる。1968年の連邦上院議員選挙では民主党現職のユージーン・マッカーシー陣営に参加した。大学卒業後はハーバード・ロー・スクールに進学し、1974年に法務博士（J.D）号を取得する。翌1975年にはニューヨーク州弁護士会に登録したが、すぐに政治の道に進んだため、法曹実務の経験はない。

### 下院議員
1974年、連邦下院への鞍替えのため辞職したスティーヴン・ソラーズから地盤を引き継ぎ、ニューヨーク州下院議員選挙に第45区から立候補し、初当選を果たす。
3期連続で州下院議員を務めたのち、1981年の連邦下院議員選挙にニューヨーク州第16区から出馬して当選した。その後は州内での選挙区変更を経つつ、連邦下院司法委員会に所属し、第42代合衆国大統領ビル・クリントンの弾劾裁判で民主党を防御した。

### 上院議員
1998年の連邦上院議員選挙にニューヨーク州から立候補することを表明し、民主党予備選で弁護士のジェラルディン・フェラーロやニューヨーク市政監督官のマーク・J・グリーンらを破って民主党候補に選出された。11月の本選でも54.6%の有効票を獲得し、共和党現職のアル・ダマートを降して勝利した。
その後も連続当選を果たし、議会では連邦上院議院運営委員長、民主党では上院民主党政策委員長などの要職を歴任した。SurveyUSAが2009年4月に行った世論調査では62%の支持率を獲得している。2012年大統領選挙で第44代合衆国大統領バラク・オバマが再選された際には、超党派で構成される合衆国大統領就任式両院合同委員会の委員長を務めた。
2016年11月、ハリー・リードの退任を受け、民主党の連邦上院院内総務に選出された。ニューヨーカーならびにユダヤ系アメリカ人が連邦院内総務に就任するのはこれが初めてである。

## 人物

### 評価
マスメディアへの露出が多い政治家として知られ、共和党元大統領候補のボブ・ドールからは「ワシントンで最も危険な場所とは、チャック・シューマーとテレビカメラの間である」と評されたこともあった。
シューマーは多くのユダヤ人が暮らすニューヨーク出身の政治家で、公職にあるユダヤ系では最高位にあり、「イスラエルの親友」とも呼ばれてきた。シューマーという姓はヘブライ語の「ショメール（守護者）」に由来している。

### 私生活
1980年9月21日にアイリス・ウェインズホールと結婚し、ワールドトレードセンター106階の高級レストラン「ウィンドウズ・オン・ザ・ワールド」で挙式を執り行った。2人の間にはジェシカとアリソンという娘が生まれ、いずれも父の母校であるハーバード大学を卒業している。